# Macropanax meghalayensis
Macropanax meghalayensis là một loài thực vật có hoa trong Họ Cuồng cuồng. Loài này được Harid. & R.R.Rao mô tả khoa học đầu tiên năm 1985.